# Liste der Baudenkmäler in Branzoll
Die Liste der Baudenkmäler in Branzoll (italienisch Bronzolo) enthält die 14 als Baudenkmäler ausgewiesenen Objekte auf dem Gebiet der Gemeinde Branzoll in Südtirol.
Basis ist das im Internet einsehbare offizielle Verzeichnis der Baudenkmäler in Südtirol. Dabei kann es sich beispielsweise um Sakralbauten, Wohnhäuser, Bauernhöfe und Adelsansitze handeln. Die Reihenfolge in dieser Liste orientiert sich an der Bezeichnung, alternativ ist sie auch nach der Adresse oder dem Datum der Unterschutzstellung sortierbar.

## Liste
| Foto |                 | Bezeichnung                                              | Standort                                                          | Eintragung                   | Beschreibung | Metadaten                                                       |
| ---- | --------------- | -------------------------------------------------------- | ----------------------------------------------------------------- | ---------------------------- | --- | --------------------------------------------------------------- |
| ja   | Datei hochladen | Altes Zollhaus ID: 14060                                 | St.-Leonhards-Platz 14 46° 24′ 9″ N, 11° 19′ 7″ O                 | 31. Okt. 1977 (BLR-LAB 7584) | Ländliches Wohnhaus/Bauernhof | KG: Branzoll Bauparzelle: 11                                    |
| ja   | Datei hochladen | Ansitz Mamming ID: 14063                                 | 46° 24′ 9″ N, 11° 19′ 11″ O                                       | 31. Okt. 1977 (BLR-LAB 7584) | Ansitz. An der Westfassade Relief der Muttergottes mit Kind - Eingravierte Inschrift: “Ex Voto 1939-1943” Alternativbezeichnung: Palais Bossi-Fedrigotti | KG: Branzoll Bauparzelle: 19                                    |
| ja   | Datei hochladen | Bildstock St. Leonhard ID: 14061                         | Ecke Hauptstraße – Etschflösserstraße 46° 24′ 10″ N, 11° 19′ 6″ O | 19. Juli 1950 (MD)           | Bildstock mit Sandsteinfigur des Hl. Leonhard, 14. Jahrhundert (Kopie), das Original befindet sich heute in der Kirche St. Leonhard. Jahreszahlen 1663 und 1987 | KG: Branzoll Bauparzelle: 12/2                                  |
| ja   | Datei hochladen | Ehemalige Friedhofskapelle St.-Leonhards-Platz ID: 14058 | St.-Leonhards-Platz 46° 24′ 9″ N, 11° 19′ 10″ O                   | 31. Okt. 1977 (BLR-LAB 7584) | Kapelle | KG: Branzoll Bauparzelle: 3                                     |
| ja   | Datei hochladen | Ehemaliges Gasthaus „Goldenes Kreuz“ ID: 14067           | Hauptstraße 57 46° 24′ 17″ N, 11° 19′ 10″ O                       | 31. Okt. 1977 (BLR-LAB 7584) | Gasthaus. An der Süd- und Ostfassade Sonnenuhr und kaiserliches Wappen (Doppeladler) mit Rötelzeichnungen (Kreuze, stilisierte Menschenfiguren) | KG: Branzoll Bauparzelle: 66/2                                  |
| ja   | Datei hochladen | Ehemaliges Gasthaus „Schwarzer Adler“ ID: 14066          | Schwarz-Adler-Straße 1 46° 24′ 22″ N, 11° 19′ 16″ O               | 31. Okt. 1977 (BLR-LAB 7584) | Ansitz. An der Südfassade barockes Fresko (Sonnenuhr, Mariahilf zwischen den Heiligen Sebastian und Florian). Inschriften am Erker „Lorenzo Rosso 1557“, vermutlicher Urheber des Umbaus. Westfassade schmiedeeisernes Schild des Gasthauses „Schwarzer Adler“. Nordfassade unleserliche Zeichnung auf älterer Putzschicht. | KG: Branzoll Bauparzelle: 57/1                                  |
| ja   | Datei hochladen | Ferrariplatz 15 ID: 14064                                | Ferrariplatz 15 46° 24′ 12″ N, 11° 19′ 17″ O                      | 31. Okt. 1977 (BLR-LAB 7584) | Städtisches Wohnhaus | KG: Branzoll Bauparzelle: 26/1                                  |
| ja   | Datei hochladen | Kaufmann ID: 14059                                       | St.-Leonhards-Platz 9 46° 24′ 8″ N, 11° 19′ 8″ O                  | 31. Okt. 1977 (BLR-LAB 7584) | Ansitz | KG: Branzoll Bauparzelle: 4/1                                   |
| ja   | Datei hochladen | Palais Thomsen mit Nebengebäuden und Park ID: 14065      | 46° 24′ 17″ N, 11° 19′ 23″ O                                      | 31. Okt. 1977 (BLR-LAB 7584) | Ansitz. Im Innenhof befindet sich eine Nische mit Fresko einer stark übertünchten Landschaftsmalerei mit Figuren, ein achteckiger Brunnen aus Trientner Marmor, errichtet 1849 sowie drei hohe Zedern - Naturdenkmäler. Alternativbezeichnung: Palais von Ferrari                                                           | KG: Branzoll Bauparzelle: 31, 32/1, 32/2 Grundparzelle: 37, 786 |
| ja   | Datei hochladen | Pasolli ID: 14068                                        | Hauptstraße 55 46° 24′ 16″ N, 11° 19′ 9″ O                        | 31. Okt. 1977 (BLR-LAB 7584) | Ländliches Wohnhaus/Bauernhof | KG: Branzoll Bauparzelle: 68/1                                  |
| ja   | Datei hochladen | Pfarrkirche zum Heiligsten Herzen Jesu ID: 14069         | 46° 24′ 15″ N, 11° 19′ 12″ O                                      | 31. Okt. 1977 (BLR-LAB 7584) | Kirche | KG: Branzoll Bauparzelle: 106/1                                 |
| ja   | Datei hochladen | Soini mit Innenhof ID: 14062                             | Hauptstraße 10 46° 24′ 11″ N, 11° 19′ 8″ O                        | 19. Juli 1950 (MD)           | Ländliches Wohnhaus/Bauernhof | KG: Branzoll Bauparzelle: 14                                    |
| ja   | Datei hochladen | St. Leonhard ID: 14057                                   | 46° 24′ 9″ N, 11° 19′ 9″ O                                        | 31. Okt. 1977 (BLR-LAB 7584) | Kirche | KG: Branzoll Bauparzelle: 1                                     |
| ja   | Datei hochladen | Zollstation am Etschhafen ID: 50659                      | 46° 24′ 45″ N, 11° 18′ 55″ O                                      | 30. Juli 2024 (BLR-LAB 634)  | dreigeschossiger Baukörper beim Etschhafen von Branzoll aus dem ausgehenden 18. Jahrhundert | KG: Branzoll Bauparzelle: 85/1                                  |

Falls bei einem Baudenkmal keine Koordinaten bekannt sind, werden ersatzweise die Katasterdaten zum Zeitpunkt der Unterschutzstellung angegeben. Diese sind weder offiziell noch zwingend aktuell.
Die vom Landesdenkmalamt übernommenen Adressen können veraltet sein.
| Foto:   | Fotografie des Denkmals. Klicken des Fotos erzeugt eine vergrößerte Ansicht. Daneben finden sich zwei Symbole: |
| ID      | Identifikator beim Südtiroler Landesdenkmalamt                                                                 |
| KG      | Katastralgemeinde                                                                                              |
| MD      | Ministerialdekret                                                                                              |
| BLR-LAB | Beschluss der Landesregierung – Landesausschussbeschluss                                                       |